# انگیزه‌های قتل
انگیزه‌های قتل (به ژاپنی: 赤い殺意) فیلمی به کارگردانی شوهئی ایمامورا ساختهٔ ۱۹۶۴ میلادی است. فیلم بسیاری از شاخص‌های فیلم‌های ایمامورا از جمله پرداختن به زنان طبقهٔ پایین جامعه که با وجود سرکوب محیط اطرافشان به زندگی ادامه می‌دهند و نیز رویکرد طنزآمیز به روابط عادی جنسی را دربردارد.

## داستان
داستان فیلم دربارهٔ یک زن چاق و سادهٔ خانه‌دار است که در فقر به همراه همسرش که به او مهری نشان نمی‌دهد زندگی می‌کند. پس از آنکه این زن مورد تجاوز جنسی یک دزد قرار می‌گیرد، دزد عاشق او می‌شود و آن‌ها بارها با یکدیگر مواجه می‌شوند و بدین ترتیب زن در تلاش برای پیدا کردن خوشبختی خود را بین همسری که او را دوست ندارد و یک متجاوز که به او ابراز علاقه می‌کند می‌یابد.